# Hemnypia baueri
Hemnypia baueri är en fjärilsart som beskrevs av Mcdunnough 1941. Hemnypia baueri ingår i släktet Hemnypia och familjen mätare. Inga underarter finns listade i Catalogue of Life.